# Lom, Mežica
Lom este o localitate situată în partea de nord a Sloveniei, în comuna Mežica. La recensământul din 2002 avea o populație de 113 locuitori.